# После живота
После живота (енгл. After.Life) амерички је психолошки хорор филм из 2009. године у режији Агњешке Војтович Вослу. Главне улоге тумаче Кристина Ричи, Лијам Нисон и Џастин Лонг.

## Радња
После ужасне саобраћајне несреће, Ана (Кристина Ричи) се буди док погребник Елиот Дикон (Лијам Нисон) припрема њено тело за сахрану. Збуњена, ужаснута и са јаким осећајем да је жива, Ана не верује да је мртва, упркос уверењима погребника да се налази на прекретници ка загробном животу.
Елиот је убеђује да он има способност да комуницира са мртвима и да је једини који јој може помоћи. Заточена у просторијама погребног предузећа само са Елиотом, Ана је приморана да се суочи са својим најдубљим страховима и прихвати сопствену смрт. Међутим, Анин ожалошћени момак Пол (Џастин Лонг) не може да се одупре сумњама да Елиот није онај за кога се представља. Док се сахрана ближи, Пол је све ближи откривању узнемиравајуће истине, али можда је прекасно; Ана је можда већ почела да прелази на другу страну.

## Улоге
| Глумац                 | Улога           |
| ---------------------- | --------------- |
| Кристина Ричи          | Ана Тејлор      |
| Лијам Нисон            | Елиот Дикон     |
| Џастин Лонг            | Пол Колман      |
| Џош Чарлс              | Том Питерсон    |
| Силија Вестон          | Беатрис Тејлор  |
| Чандлер Кентерберијски | Џек             |
| Роузмери Мерфи         | госпођа Вајтхол |
| Шулер Хенсли           | Винсент Милер   |
| Малаши Макорт          | отац Грејам     |
| Алис Драмонд           | госпођа Хатон   |